# Addison Road (Metro de Washington)
Addison Road es una estación en la línea Azul del Metro de Washington, administrada por la Autoridad de Tránsito del Área Metropolitana de Washington. La estación se encuentra localizada en 100 Addison Road South en Capitol Heights, Maryland. La estación Addison Road fue inaugurada el 22 de noviembre de 1980. 

## Descripción
La estación Addison Road cuenta con 1 plataforma central. La estación también cuenta con 1,268 de espacios de aparcamiento y 16 espacios para bicicletas.

## Conexiones
La estación cuenta con las siguientes conexiones de autobuses: 
- Rutas del MetroBus